# Eduardo Del Piano
Eduardo Del Piano (* 14. Mai 1914 in Buenos Aires; † 21. Dezember 1987) war ein argentinischer Bandoneonist, Arrangeur und Bandleader.

## Leben und Wirken
Der Sohn italienischer Einwanderer gehörte in seiner Laufbahn mehr als 20 Orchestern an, bevor er 1947 eine eigene Formation gründete. Nach seinem Debüt 1929 trat er 1930 in einer Gruppe mit den Bandoneonisten Eugenio Jódice und Luis Estrada (der auch als Fußballspieler der Boca Juniors bekannt wurde), dem Geiger Carmelo Paradiso und dem Pianisten Vicente Paradiso im Salon Liguria auf. Dort hörte ihn Roberto Firpo und engagierte ihn als Stummfilmmusiker am Palace Teatro. Ab 1931 spielte er außerdem im Orchester José De Caros. 1932–1933 gehörte er dem Orchester Osvaldo Fresedos an, 1934–1935 dem Augusto Bertos, mit dem Mariano Balcarce und Ángel Vargas als Gastsänger auftraten und mit dem er Gast in Juanita Larrauris Radioshows war. Daneben war er außerdem noch Mitglied in Eugenio Nobiles und Federico Scorticatis Orchester. Letzteres begleitete die Sängerin Dorita Davis.
1935 wechselte Del Piano zu Juan Canaro. Dessen Orchester gehörten zu dieser Zeit der Pianist Carlos Di Sarli, der Bandoneonist Domingo Federico  sowie die Geiger Víctor Felice und Alfredo Gobbi an. Mit den Sängern Alberto Tagle und Fernando Díaz und den Schwestern Lidia und Violeta Desmond trat dieses im Cabaret Tabarís auf. 1937 kam Del Piano zum Orchester Los Mendocinos, das zunächst von Francisco Lauro, dann von Juan Sánchez Gorio und schließlich von Bernardo Blas geleitet wurde und die Sängerinnen Yola Yoli und Laurita Esquivel (1938) und später Carmen Duval und María de la Fuente (1940) begleitete. Außerdem spielte er 1938 im Orquesta Típica Víctor und nahm einige Titel mit Ángel Vargas auf. 1939 spielte er in drei weiteren Orchestern: dem Roberto Firpos, Juan Canaros und Federico Scorticatis.
1940 engagierte ihn der Geiger und Bandleader Roberto Zerrillo, mit dem er längere Zeit in Montevideo auftrat. Zum Ende des Jahres schloss er sich dem Orchester Joaquín Do Reyes’ an. 1943 wurde er Leadbandoneonist bei Miguel Caló, das Zweite Bandoneon spielte Armando Pontier. Noch im selben Jahr wechselte er zu Angel D’Agostino. Für dessen Orchester schrieb er einige Arrangements und Instrumentation, darunter A pan y agua, De pura cepa”, “, De corte crioll und El cornetín del tranvía.
Ende 1947 trennte sich Del Piano von D’Agostino und wurde im Folgejahr Leiter des Begleitorchesters seines Freundes Ángel Vargas. Mit ihm entstanden bis 1950 zwanzig Aufnahmen. In der Folgezeit arbeitete er mit den Sängern Mario Bustos und Héctor De Rosas zusammen, mit denen er in der Tango Bar debütierte. In der Confitería Adlón trat er dann mit diesen und Rubén Grillo als drittem Sänger auf. Nach dem Ausscheiden von Bustos und De Rosas wurde zunächst Adolfo Rivas, später Roberto Bayot sein zweiter Sänger.
Als mit dem Aufkommen der Rockmusik Ende der 1950er Jahre das Interesse am Tango zurückging, zog sich Del Piano aus dem Musikgeschäft zurück und eröffnete in Avellaneda mit seiner Frau eine Parfümerie. In späteren Jahren begleitete er vereinzelt Sänger wie Osvaldo Ribó, Néstor Novoa, Carlos Danel und Néstor Soler bei Auftritten und Aufnahmen. Als Komponist wurde er mit dem Tango Esta noche en Buenos Aires nach einem Text von Avlis bekannt. Er wurde zum Präsidenten der Asociación Bandoneonística Argentina gewählt, deren Ehrenpräsident Astor Piazzolla war. Eine CD mit den meisten seiner Aufnahmen mit Ángel Vargas erschien erst nach seinem Tod.